# География Англии
Англия (англ. England [ˈɪŋɡlənd]) — наиболее крупная историческая и административная часть Соединённого Королевства Великобритании и Северной Ирландии, страна (country) в его составе, занимающая юго-восточную часть большого острова Великобритания. На севере граничит с Шотландией, на западе — с Уэльсом.
Англия омывается водами Атлантического океана, в том числе Северным и Ирландским морем. Минимальное расстояние до Европы составляет 34 км. От Франции страну отделяют проливы Ла-Манш и Па-де-Кале. Под последним проходит Евротоннель, соединяющий железнодорожным сообщением континентальную Европу с Великобританией.

## Рельеф
Южная половина Англии представляет собой равнины, разделенные холмами и возвышенностями, к северу местность становится более гористой. В северной Англии расположены Пеннинские горы длиной около 350 км, отделяющие северо-западную Англию от Йоркшира и северо-востока, которые также называют “хребтом” Англии.  Самая высокая точка Англии — гора Скофел-Пайк, высотой 978 метров. На востоке располагается низменная болотистая местность, которая в основном была осушена для сельскохозяйственного использования.

## Регионы

Спутниковый снимок Англии, сделанный НАСА 6 апреля 2002

Северо-Восточная Англия преимущественно холмистая, болотистая, со следами древнего оледенения. В пределах этого региона находится отрезок Пеннинских гор.
Северо-Западная Англия граничит с гористыми районами Шотландии. С востока к ней примыкают Пик-Дистрикт — возвышенная местность в центральной и северной Англии и Пеннинские горы. В Северо-Западной Англии находится Озёрный край, бывший источником вдохновения для многих поэтов и художников.
Йоркшир и Хамбер имеет холмистую местность. Большие территории в нем занимает район Йоркширских долин, где создан национальный парк Йоркшир-Дейлс. 
Мидлендс занимает Среднеанглийскую низменность и ограничен Пеннинскими горами на севере, Кембрийскими горами на западе и возвышенностями Котсуолдс и Чилтерн на юге и юго-востоке.
Юго-Западная Англия занимает крайнюю юго-западную оконечность Великобритании, включая полуостров Корнуолл. В этом регионе расположен Дартмур — холмистая болотистая местность.
Восточная Англия — это край типично английских холмистых лугов. На границе Восточной Англии и Мидлендса находятся Фенские болота.
Юго-Восточную Англию называют «садом Англии». Её ландшафт формируется плоскими равнинами, чем ближе к проливу Ла-Манш, тем все более понижающимися. Они чередуются с известняковыми плато и грядами холмов (Котсуолдс, Чилтерн, Норт-Даунс, Саут-Даунс) и низменностями.